# Francisco Ponte y Blanco
Francisco Ponte y Blanco (La Corunya, 8 de juliol de 1853 - La Corunya, 22 de juliol de 1926) fou un enginyer, escriptor i polític gallec.
Nascut a La Corunya, durant la seva joventut es traslladà a l'Havana, on va ser un dels socis fundadors del Centre Gallec, en el qual també va exercir com a professor. De retorn a Galícia, va obtenir una plaça a la Prefectura d'Obres Públiques de la Corunya. En aquesta mateixa època va escriure un tractat que va conèixer gran divulgació com a llibre de text a l'Escola d'ajudants d'obres públiques de Madrid i les escoles d'enginyers navals i industrials i Arts i Oficis de tot l'Estat: el Tratado práctico de estereotomía. Aplicaciones al corte de piedras, maderas y hierros (1904). Així, va iniciar una destacada faceta com a tractadista de temes relatius a l'enginyeria i la construcció, però també com a publicista sobre problemes d'actualitat i llibres de viatges.
En la darrera etapa de la seva vida fou president de diferents entitats de la Corunya com l'Associació de la Premsa, Cooperativa Militar i Civil, Societat Filharmònica, i Circ d'Artesans, a més de contribuir a la fundació del Patronat de Caritat i treballar activament en la Junta Provincial de Protecció a la Infància. Fins i tot va arribar a ser alcalde de la seva ciutat natal en una efímera etapa durant el 1923, com a representant del govern de Manuel García Prieto. El 1921 ingressà a la Reial Acadèmia Gallega, i entre 1924 i 1926 ocupà el càrrec de president d'aquesta institució. També va ser condecorat amb la creu d'Alfons XII i l'encomana de nombre de l'Ordre Civil del Mèrit Agrícola.

## Publicacions[1][4]
- Elementos de carreteras y ferrocarriles (construción y conservación) (1899)
- De la Coruña a París. Impresiones de un viaje (1910)
- Educación social en sus varios aspectos de la enseñanza profesional. Cajas de previsión y cooperación en general (1910)
- Cultura y puericultura. Su importancia e influencia educadora de la mujer en estos problemas (1911)
- Tratado práctico de estereotomía. Aplicaciones al corte de piedras, maderas y hierros (1915)
- La crisis agraria. Consideraciones generales (1916)
- A través de España. Ligeras impresiones. Recuerdos de un viaje por tierras solares (1917)